# 爆れつシスターズ
爆れつシスターズは、東京女子プロレスの天満のどかと愛野ユキの実の姉妹によるタッグチーム。

## 来歴
2018年
- 10月3日 - 渋谷DESEO大会でのどかとユキのタッグチーム名を「爆れつシスターズ」と発表。
- 10月8日 - 北沢タウンホール大会で坂崎ユカ・瑞希組の持つTOKYOプリンセスタッグ王座に挑むも敗北。

2019年
- 7月13日 - 日本ガイシスポーツプラザ大会で沙希様・操組の持つTOKYOプリンセスタッグ王座に挑むも敗北。

2020年
- 1月4日 - 後楽園ホール大会で辰巳リカ・渡辺未詩組の持つTOKYOプリンセスタッグ王座に挑むも敗北。
- 11月7日 - TOKYO DOME CITY HALL大会で辰巳リカ・渡辺未詩組の持つTOKYOプリンセスタッグ王座に挑み勝利[1]。

2021年
- 1月4日 - 後楽園ホール大会で上福ゆき・桐生真弥組より王座初防衛。
- 2月11日 - 後楽園ホール大会でシン・ウルトラショヲコ・ハイパーミサヲ組より王座2度目の防衛。
- 4月17日 - 後楽園ホール大会で沙希様&メイ・サン＝ミッシェル組に敗北、王座陥落。
- 12月6日 - のどかが2022年3月26日の大手町三井ホール大会を以って東京女子プロレスを卒業することを発表。

2022年
- 3月19日 - 両国国技館大会にて姉妹による最初で最後のシングルマッチが行われユキが勝利。入場テーマがangelaによりカバー・生演奏された。
- 3月26日 - 大手町三井ホール大会のvs中島翔子・山下実優組にて爆れつシスターズ最後の試合を行う。同大会をもってのどかが卒業。

## メンバー
- 天満のどか
- 愛野ユキ

## 合体技
爆れつブルドッグ
ユキが肩車した相手の後頭部をのどかがコーナートップから飛びつつ掴んでマットに叩き付けるダブルインパクト式のワンハンド・ブルドッグ。
爆れつクロスボディー
ユキが回転エビ固めの要領で相手をコーナー下に転がして長座させ、そのままユキを踏み台としてのどかがクロスボディーを決める。
逆にのどかが踏み台となってユキがジャンピング・ショルダーアタックを決めるバリエーションも存在する。
爆れつ仁義
倒れた相手のそばでのどかがユキをショルダースルーで放り投げ、ユキがセントーンを決める。
名称はファイナルファンタジーVIIIに登場するガーディアンフォース・ブラザーズの召喚魔法「兄弟仁義」から。
なかよし
2人で肩を組んで放つセントーン。ランニング式の場合は「すうぱあなかよし」となる。

## 獲得タイトル
東京女子プロレス
- 第7代プリンセスタッグ王座

## テーマ曲
- BAKURETSU POWER(爆れつシスターズ)

## 備考
- ネーミングの表記はあかほりさとる原作のメディアミックス作品「爆れつハンター」に因む。

## メディア

### 写真集
「TABETAI SISTERS」(2019年1月4日発売。撮影：立花奈央子)